# BABO
Chuyện Tình Anh Khờ (Anh: BABO, Hàn: 바보) là một phim của Hàn Quốc sản xuất năm 2008. Phim có sự tham gia của diễn viên nổi tiếng Cha Tae-hyun cùng Ha Ji-won.
Phim được chuyển thể từ một truyện tranh trên mạng khá nổi tiếng của Kang Full và đạo diễn bởi Kim Jeong-kwon.

## Cốt truyện
Ji-ho là một nghệ sĩ dương cầm đầy triển vọng sau khi đã được học đàn từ sớm và du học nước ngoài trong nhiều năm. Tuy nhiên cô đã để mất tương lai và phải quay về nhà vì sự cố do sự sợ hãi khi biểu diễn trên sân khấu của cô. Về nhà, Ji-ho gặp lại người bạn cũ, Seung-ryong, người mà đã từng làm cháy cây đàn dương cầm của cô khi còn nhỏ. Seung-ryong hiện đang bị mất trí nhớ vì gặp tai nạn, anh luôn sống vô tư và hiền lành như một tên khờ. Từ nhỏ đến lớn, Seung-ryong luôn ngưỡng mọ và hay nhìn trộm cô. Dần dà, cô cũng trở nên có tình cảm với Seung-ryong.
Người thân duy nhất còn lại của Seung-ryong là cô em gái, Ji-in, người luôn trốn tránh anh vì sự khờ khạo của anh mặc dù anh luôn yêu thương em gái hết mình. Khi Je-in bị đau, sự chăm sóc của Seung-ryong đã làm cho cô hiểu ra. Seung-ryong còn có một người bạn là Sang-soo, bị dính vào những rắc rối với bọn xã hội đen. Seung-ryong, cùng cái chết của anh, đã trở thành vị cứu tinh gỡ rối những vấn đề của mọi người.

## Diễn viên
- Cha Tae-hyun vai Seung-ryong.
- Ha Ji-won vai Ji-ho.
- Park Hee-soon vai Sang-soo.
- Park Ha-sun vai Ji-in.
- Park Grina vai Hee-yeong.
- Seo Dae-han vai Seung-ryong hồi nhỏ.
- Jeon Mi-seon vai mẹ của Seung-ryong.
- Lee Ki-young vai giám đốc "Small Star".
- Lee Sang-hoon vai người bán ve chai.
- Choi Sulli vai Ji-ho hồi nhỏ.